# Cadillac V16
Cadillac V16 är en lyxbil, tillverkad av den amerikanska biltillverkaren Cadillac mellan 1930 och 1940. 

## Bakgrund
Under det glada 1920-talet kämpade Cadillac för att komma ifatt huvudkonkurrenten Packard, både vad gällde försäljning och prestige. Vid en tid då den ekonomiska utvecklingen tycktes vara utan gräns blev lyxbilarna allt större och tyngre. Samtidigt krävde kunderna tysta och smidiga motorer. För att uppnå detta krävdes större slagvolym och för att hålla nere storleken och därmed svängmassan på motorns rörliga delar behövde volymen fördelas på fler cylindrar. Cadillac började utvecklingsarbetet på sin nya sextoncylindriga toppmodell 1927. När bilen presenterades på bilsalongen i New York i januari 1930, bara några månader efter Wall Street-kraschen, hade det ekonomiska läget förändrats totalt.

## Cadillac V16 (1930-37)

### Series 452
Bilens chassi var ytterst konventionellt, med stela axlar fram och bak upphängda i längsgående bladfjädrar och mekaniska bromsar. Den hade dock moderniteter som servobromsar och synkroniserad växellåda. Men den stora nyheten var förstås den sextoncylindriga motorn med toppventiler. Den hade två motorblock i gjutjärn monterade i 45° vinkel på ett vevhus i aluminium. Cylinderdiametern var 3 tum (76,2 mm) och slaglängden 4 tum (101,6 mm) som gav en slagvolym på 452 cui (7407 cm³), vilket också går igen i modellnamnet Series 452. Motorn var formgiven och dess kringutrustning monterad så att inget störde synintrycket när man lyfte på motorhuven.
General Motors hade köpt upp karossbyggaren Fleetwood i mitten av 1920-talet och de erbjöd över trettio olika karossalternativ redan från start. Ytterst få bilar såldes med kaross från någon utomstående tillverkare.
1933 uppdaterades karossen enligt rådande trend med mer aerodynamisk formgivning. Året därpå kom ett nytt, längre chassi med individuell hjulupphängning fram.

### Series 90
1936 införde Cadillac nya benämningar på sina modellserier och V16-modellen bytte namn till Series 90. I övrigt var bilen tämligen oförändrad från tidigare.
Huvuddelen av V16-bilarna byggdes redan under 1930, med en produktionssiffra på 2 887 exemplar.  När effekterna av den stora depressionen blev tydliga sjönk produktionen drastiskt och under perioden 1934-1937 byggdes inte fler än runt 50 bilar årligen.

## Cadillac V12 (1930-37)

### Series 370
Knappt hade uppmärksamheten runt V16-modellen lagt sig förrän Cadillac chockade konkurrenterna genom att komplettera programmet med en tolvcylindrig modell dessutom. Modellen, som introducerades i september 1930, delade karosser med den mindre V8-modellen men fick ett längre chassi. Motorn var närmast en V16 med fyra cylindrar mindre. Cylinderdiametern ökades till 3¼ tum (82,6 mm) för en slagvolym på 368 cui (6030 cm³), annars hade den blivit mindre än V8-motorn.
Utvecklingen följde systermodellen med ny kaross 1933 och individuell hjulupphängning fram året därpå.

### Series 80/85
Med Cadillacs nya benämningar bytte även V12-modellen namn 1936. Bilar med kort hjulbas kallades Series 80 medan de med lång hjulbas kallades Series 85. V12:an var nu identisk med den mindre V8-modellen, bortsett från motorn och kylarmaskeringen.
Även om V12:an alltid sålde bättre än den dyrare V16-modellen följde försäljningskurvan samma negativa trend. Efter en toppnotering första året på 5 725 bilar översteg den årliga produktionen aldrig 1 000 exemplar igen.

## Cadillac Series 90 (1938-40)
Cadillac hade introducerat en ny V8-motor 1936 som i princip fungerade lika bra som de större flercylindriga motorerna. Cadillac var dock inte redo att överge marknaden för flercylindriga bilar och till 1938 presenterades en ny sextoncylindrig sidventilmotor som ersatte de äldre toppventilsmotorerna. Den nya motorn var enklare och billigare att bygga och underhålla. Med 135° vinkel mellan motorblocken var den mindre och lättare även än V12:an. Cylindermåtten var kvadratiska med både diameter och slaglängd på 3¼ tum (82,6 mm) vilket gav en slagvolym på 431 cui (7063 cm³). Vardera blocket hade var sin uppsättning förgasare, fördelardosa, kylvattenpump etcetera. Bilen delade chassi och kaross med den största V8-modellen Series 75.
Trots Cadillacs satsning på en helt ny motor låg försäljningen kvar på ytterst blygsamma nivåer och tillverkningen avslutades i december 1939.

## Motorer
| Modell    | Motor              | Cylindervolym | Effekt     | Bränslesystem    |
| --------- | ------------------ | ------------- | ---------- | ---------------- |
| V16       | 16-cyl V-motor ohv | 7407 cm³      | 175-185 hk | Dubbla förgasare |
| V12       | 12-cyl V-motor ohv | 6030 cm³      | 135 hk     | Dubbla förgasare |
| Series 90 | 16-cyl V-motor sv  | 7063 cm³      | 185 hk     | Dubbla förgasare |

## Bilder

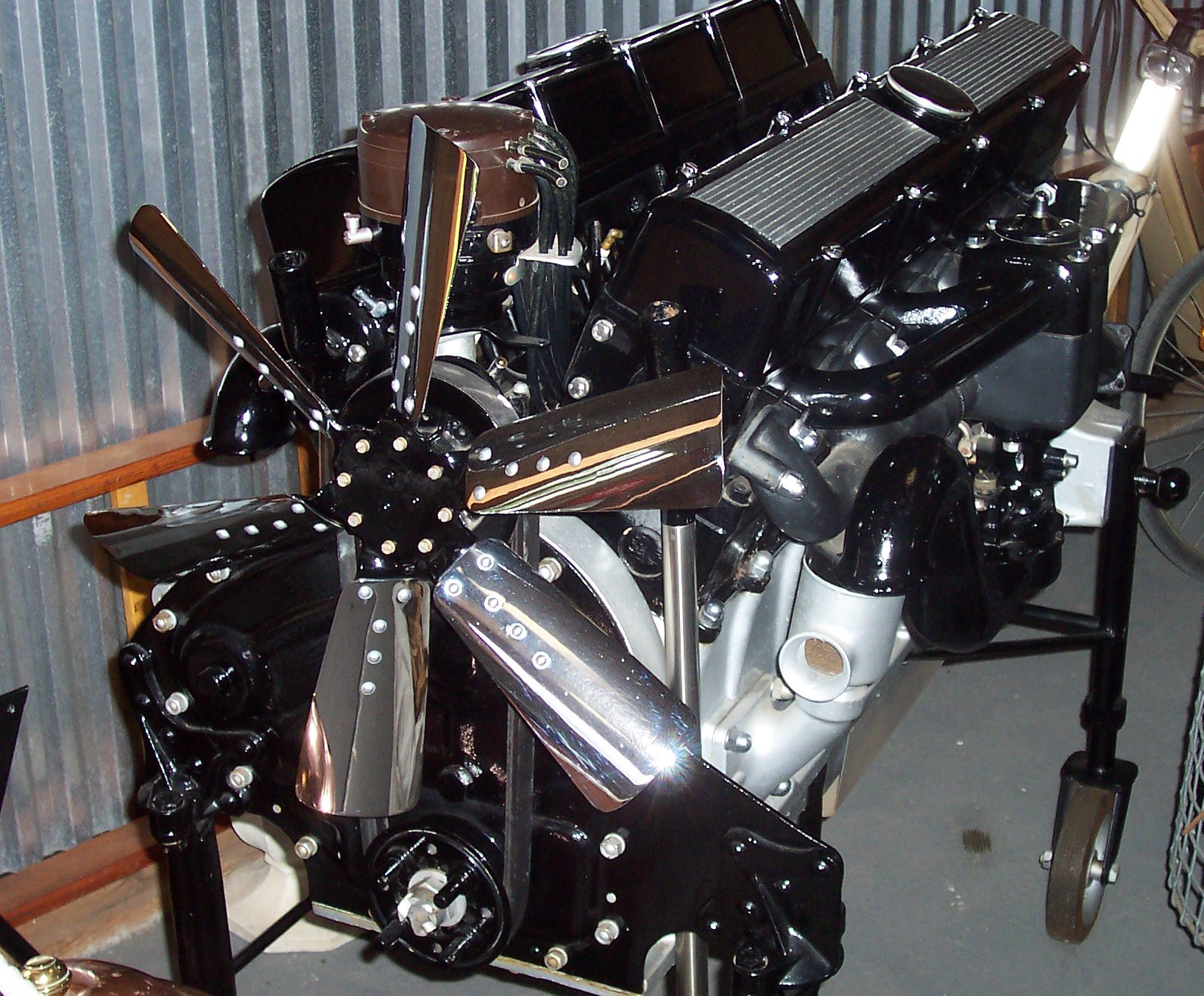
Cadillac Series 452-motor
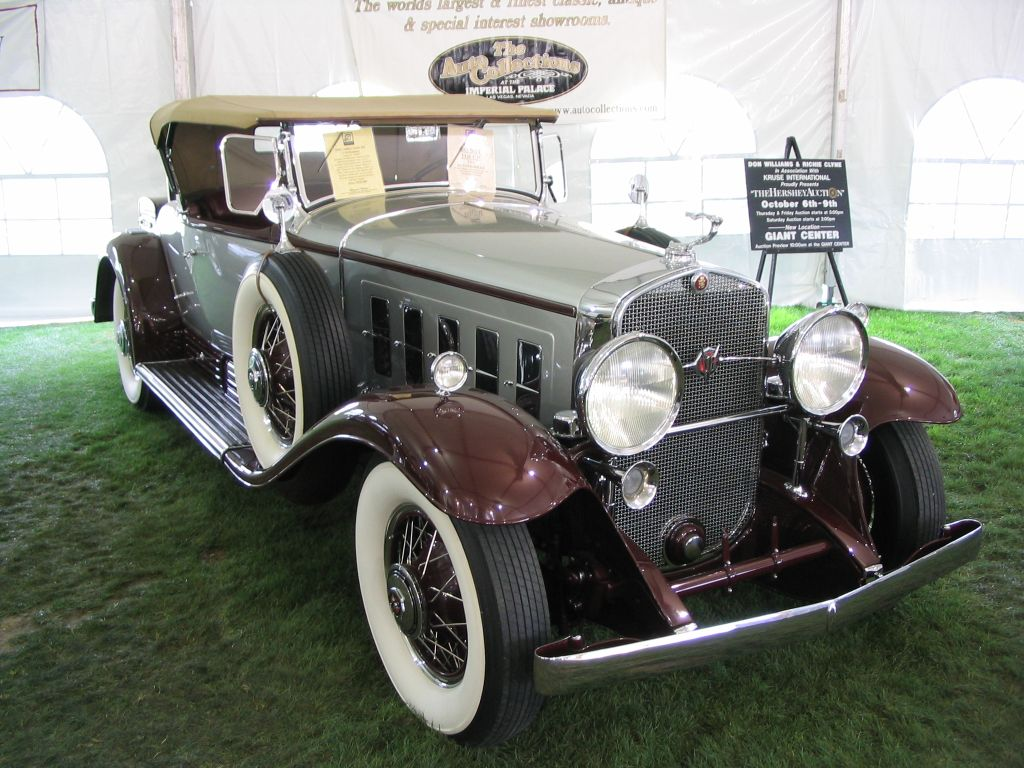
Cadillac Series 452 1930
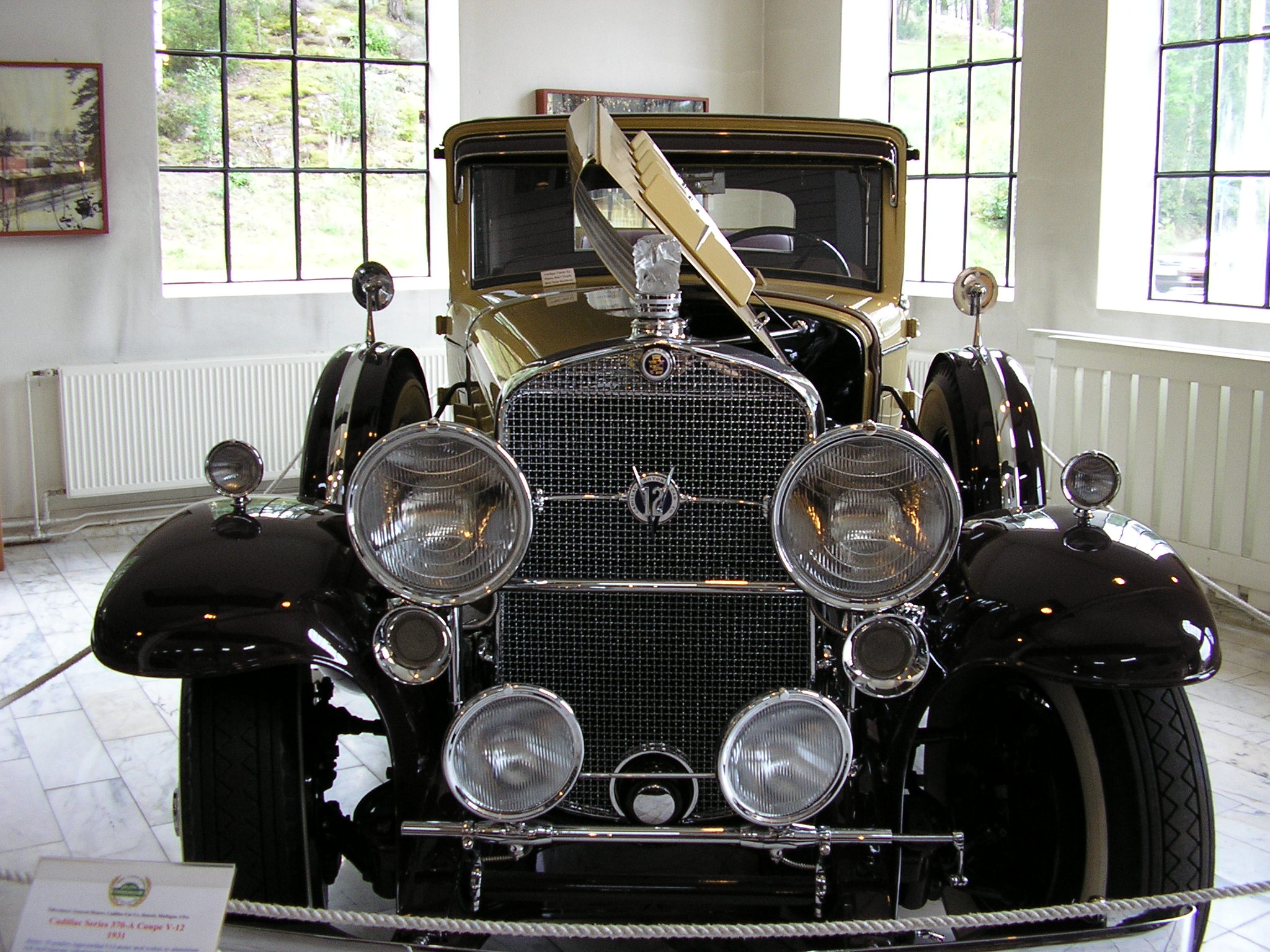
Cadillac Series 370 1931
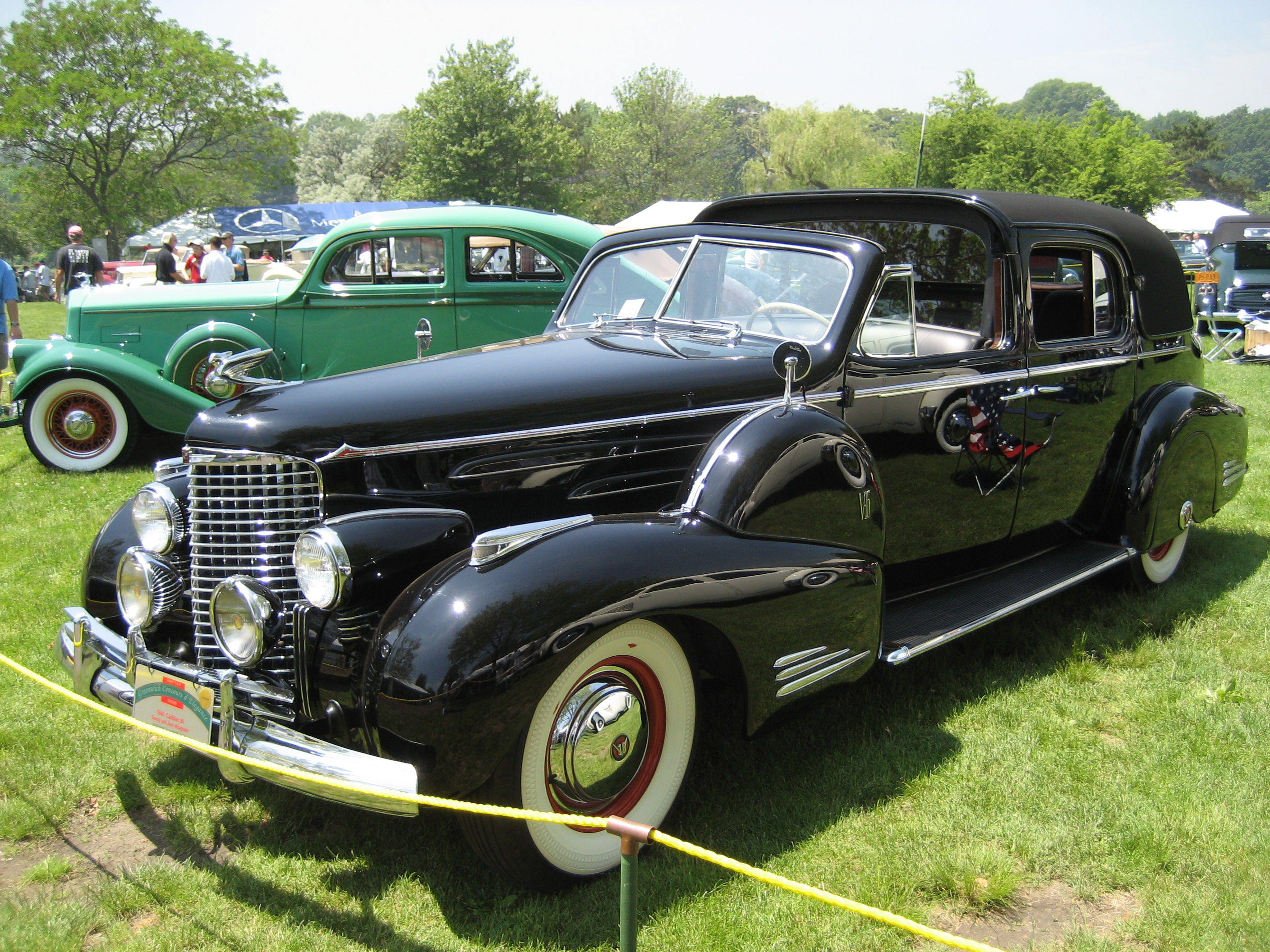
Cadillac Series 90 1940